# رمولوسی‌ها

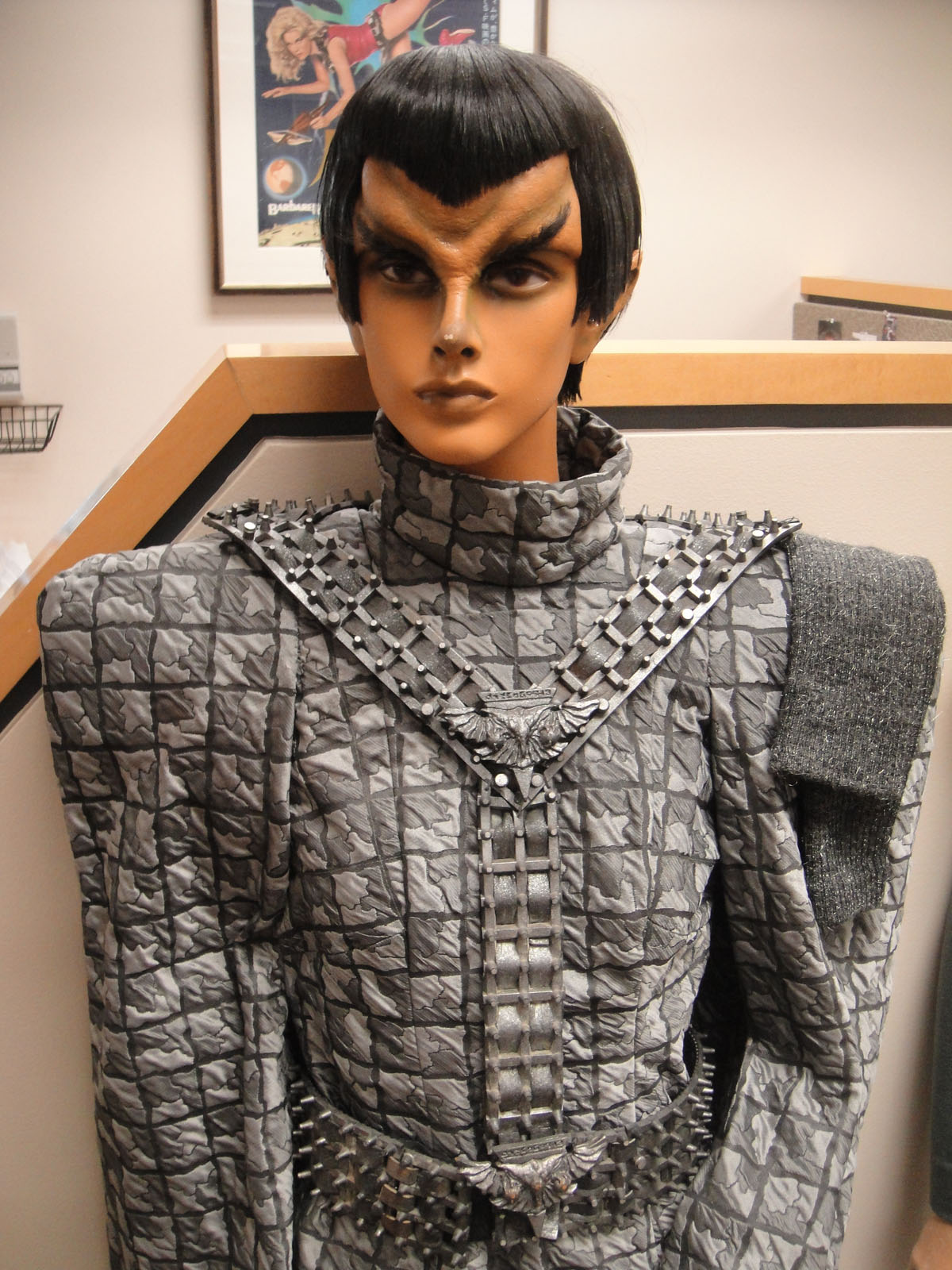
عروسک رُمولوسی‌ها

رُمولوسی‌ها (به انگلیسی: Romulans) یکی از نژادهای تخیلی موجودات فضایی در مجموعه تلویزیونی پیشتازان فضا هستند.
زاد و بوم رمولوسی‌ها دو سیاره نزدیک به هم به نام‌های رمولوس و رموس واقع در ربع بتا است و پایتخت آن‌ها در رمولوس قرار دارد. رمولوسی‌ها با ولکان‌ها خویشاوندی نژادی دارند.
رمولوسی‌ها در اصل گروهی انقلابی از ولکان‌ها بودند که پس از آن‌که ولکان‌ها تصمیم گرفتند منطق را بر احساسات خود چیره کنند با این امر مخالفت کرده و از جهان ولکان کوچیده و به رمولوس رفتند.
رمولوسی‌ها عموماً با فدراسیون متحد سیارات، سازمانی کیهانی که کره زمین هم در آن عضو است، سر ستیز دارند و در بسیاری موارد مصالحه موجود را رعایت نمی‌کنند.